# Amphiprion barberi
Amphiprion barberi är en fiskart som beskrevs av Allen, Drew och Kaufman 2008. Amphiprion barberi ingår i släktet Amphiprion och familjen Pomacentridae. Inga underarter finns listade i Catalogue of Life.